# Nannoscincus hanchisteus
Nannoscincus hanchisteus — вид сцинкоподібних ящірок родини сцинкових (Scincidae). Ендемік Нової Каледонії. 

## Поширення і екологія
Nannoscincus hanchisteus відомі з типової місцевості, розташованої на півострові Піндаї поблизу поселення Непуі, на північно-західному узбережжі Нової Каледонії. Вони живуть в залишках склерофітного лісу, на висоті до 60 м над рівнем моря. Ведуть наземний, напівриючий спосіб життя, ховаються під камінням і поваленими деревами, шукають їжу серед опалого листя.

## Збереження
МСОП класифікує цей вид як такий, що перебуває на межі зникнення. Nannoscincus hanchisteus загрожує знищення природного середовища, лісові пожежі та хижацтво з боку інтродукованих мурах Wasmannia auropunctata.